# Germania Superior
La provincia romana de Germania Superior (en latín, Germania Superior) fue una provincia romana creada por Augusto en un territorio conquistado años atrás por Julio César. Ocupaba la actual Alsacia, parte de la moderna Suiza y la orilla occidental de la parte alta del Rhun (actual Rin).

## Organización
La guerra civil entre Pompeyo y César suspendió las campañas en Germania, y los germanos hicieron de las suyas en la Galia, hasta que el sobrino de César, Octavio, se hizo con el poder y organizó el territorio conquistado por César en dos provincias: Germania Superior e Inferior. Posteriormente agregaría más territorios germánicos, ej: los Campos Decumanos.
La provincia de Germania Superior estaba repleta de fortificaciones en su frontera a lo largo del Rin. Las legiones romanas siempre estuvieron activas en esta provincia y lograron repeler una y otra vez a las tribus germánicas que se empujaban unas a otras contra Roma.
En el año 254 el limes de la Germania Superior fue perforado por los germanos de la otra orilla del Rin, y hacia el año 259 se produjo el ingreso de importantes contingentes bárbaros en la Gallia Belgica. Entre los años 268 y 278 el interior de la Galia es saqueado y algunos grupos llegan hasta Hispania. Recién hacia el año 278 la frontera es restablecida por el emperador Probo.
Los ataques continuaron durante el siglo IV hasta que Juliano y Valentiniano I volvieron a estabilizar la frontera y convirtieron a las tribus del margen derecho en aliadas del Imperio. Ya en el siglo V, una coalición de pueblos danubianos logró pasar de nuevo el Rin tras lo que los ribereños francos, burgundios y alamanes expandieron sus reinos a costa del moribundo Imperio.
La Germania Superior tenía asignadas permanentemente a la Legión VIII Augusta y la Legión XXII Primigenia.
La capital de la provincia era Mogontiacum (Maguncia, en alemán Mainz, Alemania) y otras ciudades importantes eran Besançon (Besontio), Estrasburgo (Argentorate) y Wiesbaden (Aquae Mattiacae).